# Bán cầu Trái Đất

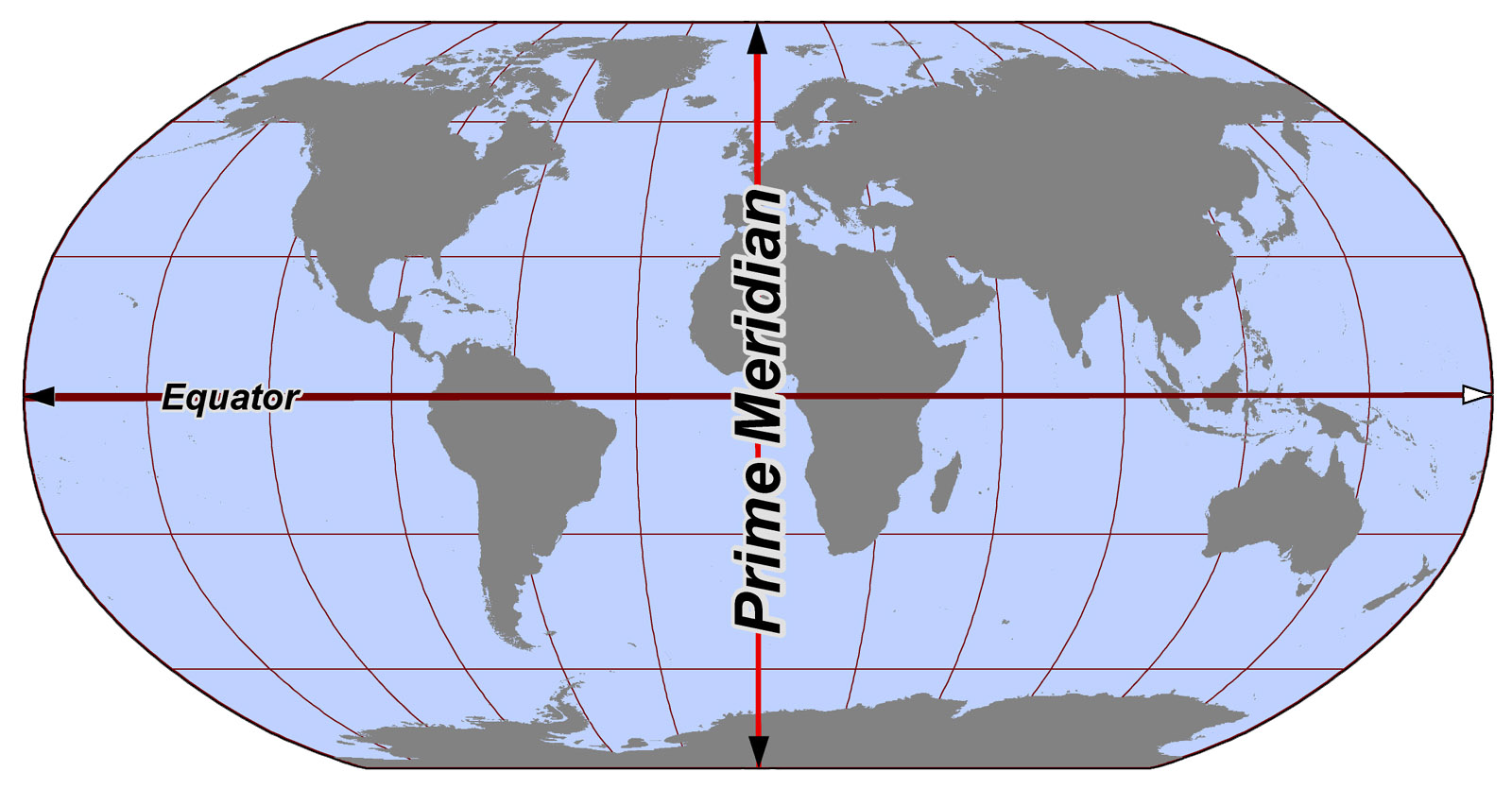
Sự phân chia Trái Đất theo đường xích đạo và kinh tuyến gốc

Trong địa lý và bản đồ học, các bán cầu của Trái Đất đề cập đến bất kỳ sự phân chia địa cầu nào thành hai bán cầu (từ tiếng Hy Lạp cổ đại ἡμισφαίριον hēmisphairion, có nghĩa là "một nửa của hình cầu").
Các phân chia phổ biến nhất như vậy là bởi các dấu hiệu theo vĩ độ hoặc theo chiều dọc :
- Bắc Nam 
  - Bắc bán cầu, một nửa nằm ở phía bắc của đường xích đạo
  - Nam bán cầu, một nửa nằm ở phía nam của đường xích đạo
- Đông Tây 
  - Đông bán cầu, một nửa nằm ở phía đông kinh tuyến gốc và phía tây kinh tuyến 180
  - Tây bán cầu, một nửa nằm ở phía tây kinh tuyến gốc và phía đông kinh tuyến 180

Sự phân chia Đông - tây cũng có thể được nhìn nhận theo nghĩa văn hóa, như một sự phân chia thành hai bán cầu văn hóa.
Tuy nhiên, các kế hoạch khác đã tìm cách phân chia hành tinh theo cách tối đa hóa tính ưu việt của một đặc điểm địa lý này hoặc một đặc điểm khác trong mỗi bộ phận:
- Đất - Nước [2]
  - Bán cầu đất, bán cầu trên Trái Đất chứa diện tích đất lớn nhất có thể
  - Bán cầu nước, bán cầu trên Trái Đất chứa diện tích nước lớn nhất

Trái Đất cũng có thể bị chia cắt thành 2 bán cầu ngày và đêm bởi ranh giới ngày đêm trên mặt đất.đúng cho 1 like